# Cenon-sur-Vienne
Cenon-sur-Vienne é uma comuna francesa na região administrativa da Nova Aquitânia, no departamento de Vienne. Estende-se por uma área de 8,6 km². Em 2010 a comuna tinha 1 787 habitantes (densidade: 207,8 hab./km²).